# XXVIII Puchar Gordona Bennetta (balonowy)
28 Puchar Gordona Bennetta – zawody balonów wolnych o Puchar Gordona Bennetta zorganizowane w Zurychu w Szwajcarii.  Start nastąpił 13 października 1984 roku.

## Historia
Zgodnie z regulaminem Pucharu Gordona Bennetta organizatorem zawodów jest federacja, którą reprezentował zwycięzca poprzednich zawodów. W związku z wygraną przez reprezentantów Polski 27 pucharu organizacja turnieju przysługiwała Aeroklubowi PRL. Niestety z przyczyn finansowych, politycznych oraz geograficznych ta rywalizacja nie mogła odbyć się w Polsce. Polska przekazała zorganizowanie zawodów do FAI. Międzynarodowa Komisja Balonowa wybrała na miejsce startu balonów - Szwajcarię.

## Uczestnicy
Wyniki zawodów.
| Zajęte miejsce | Balon                           | Pojemność [m3] | Załoga Pilot Pomocnik pilota             | Kraj              | Czas lotu [h] | Odległość [km] | Miejsce lądowania          |
| -------------- | ------------------------------- | -------------- | ---------------------------------------- | ----------------- | ------------- | -------------- | -------------------------- |
| 1.             | HB-BFC Jura                     |                | Karl Spenger Martin Messner              | Szwajcaria        | 43:08         | 793,00         | La Rochelle (FRA)          |
| 2.             | HB-BEW BASEL                    |                | Josef Starkbaum Gerd Scholz              | Austria           | 38:04         | 780,00         | Montalivet-les-Bains (FRA) |
| 3.             | SP-BZN SPOŁEM-ALMATUR BIAŁYSTOK | 1000,00        | Stefan Makné Jerzy Czerniawski           | Polska            | 38:05         | 770,00         | Rouen (FRA)                |
| 4.             | SP-BZR Polonia                  | 1000,00        | Ireneusz Cieślak Waldemar Ozga           | Polska            | 31:22         | 749,00         | La Rochelle (FRA)          |
| 4.             | HB-BER QUO VADIS                |                | Peter Peterka Rolf Gross                 | Szwajcaria        | 37:46         | 749,00         | La Rochelle (FRA)          |
| 6.             | D-GATZWEILER                    |                | Hans Akerstedt Jan Balkedal              | Szwecja           | 19:15         | 447,00         | Clermont-Ferand (FRA)      |
| 7.             | HB-BBL VOLKSBANK                |                | Silvan Osterwalder Gerold Signer         | Szwajcaria        | 18:02         | 388,00         | Roanne (FRA)               |
| 8.             | D-MUNSTER                       |                | Franz-Josef Schellhove Ralph Eimermacher | RFN               | 17:51         | 378,00         | Roanne (FRA)               |
| 9.             | D-HUMANA                        |                | Helma Sjuts Gottlieb Blenk               | RFN               | 18:53         | 377,00         | Roanne (FRA)               |
| 10.            | D-AUGSBURG                      |                | Kurt Reisch Erich Märkl                  | RFN               | 17:12         | 369,00         | Roanne (FRA)               |
| 11.            | N-63SP EMIL MESSNER             |                | Nikki Caplan Jane C. Buckless            | Stany Zjednoczone | 16:20         | 338,00         | Villefrance (FRA)          |
| 12.            | HB-BEM HELVETIA                 |                | John Willis Xavier Forest                | Francja           | 16:03         | 327,00         | Macon (FRA)                |
| 13.            | N-OLD GLORY                     |                | Duane G. Powers Robert C. Penney         | Stany Zjednoczone | 18:52         | 315,00         | Bourg-en-Bresse (FRA)      |
| 14.            | N-DOUBLE EAGLE IX               |                | Ben Abruzzo Charles Dewey Reinhard       | Stany Zjednoczone | 14:52         | 210,00         | Gland (SUI)                |